# Васильченко Микола Тихонович
Микола Тихонович Васильченко (23 лютого 1923, Юр'єве — 17 вересня 1985) — сержант Робітничо-селянської Червоної Армії, учасник Німецько-радянської війни, Герой Радянського Союзу (1945).

## Біографія
Микола Васильченко народився 23 лютого 1923 року в селі Юр'єве (нині — Путивльський район Сумської області України) в селянській родині. Закінчив середню школу, працював на торфопідприємстві в Путивлі. У серпні 1941 року Васильченко був призваний на службу в Робітничо-селянську Червону Армію. З вересня 1942 року — на фронтах Великої Вітчизняної війни. Брав участь у боях на Сталінградському, Південному, 3-му і 4-му Українському, 1-му Білоруському фронтах. До квітня 1945 року гвардії сержант Микола Васильченко командував гарматою 44-ї гвардійської гарматної артилерійської бригади 5-ї ударної армії 1-го Білоруського фронту. Відзначився під час штурму Берліна.
Під час боїв у Берліні, перебуваючи у складі однієї зі штурмових груп, вогнем своєї гармати, поставленого на пряму наводку, підтримував піхотні частини, які вели наступ. 28 квітня, просуваючи гармату вперед на руках, вогнем Васильченко знищував вогневі точки противника.
Указом Президії Верховної Ради СРСР від 31 травня 1945 року за «виняткову мужність і відвагу, проявлені при штурмі Берліна» гвардії сержант Микола Васильченко був удостоєний високого звання Героя Радянського Союзу з врученням ордена Леніна і медалі «Золота Зірка» за номером 6813.
Після закінчення війни Васильченко був демобілізований. Проживав у селищі Сімеїз Кримської області Української РСР, працював електриком у санаторії «Червоний маяк».
Помер 17 вересня 1985 року, похований у Сімеїзі.
Також нагороджений орденами Вітчизняної війни 1-го ступеня та Червоної Зірки.

## Нагороди
- Медаль «Золота Зірка» № 6813 Указ Президії ВР СРСР від 31.05.1945 року
- Орден Леніна Указ Президії ВР СРСР від 31.05.1945 року
- Орден Вітчизняної війни I ступеня Указ Президії ВР СРСР від 6.04.1985 року
- Орден Червоної Зірки наказ 44-ї гв. пабр № 15/н від 31.03.1945 року
- Медаль «За відвагу» наказ 110-го гв. апап № 7/н від 28.08.1943 року
- Медаль «За взяття Берліна» акт 44-ї гв. пабр № 63 від 09.11.1945 року